# Norrstan, Åbo
Norrstan (finska: Pohjola) är en stadsdel i Åbo i Finland. Norrstan ligger norr om Åbo centrum mellan Bangårdsgatan och Kähäri. Bland annat Åbo centralstation och Logomo ligger i Norrstan.

## Historia
Norrstan låg obebyggd under lång tid och en del av området användes för jordbruk. I slutet av 1800-talet byggdes Åbos centralstation och bangård i området. Fram till 1944 utgjorde Norrstan Åbo stads norra gräns. Byggandet av bostäder kring Göransgatan påbörjades i slutet av 1800-talet. 
Från och med 1910 byggdes många egnahemshus i Norrstan och de första höghusen började uppföras på 1930-talet. En gångbro över bangården färdigställdes 1963, i ett samarbetsprojekt mellan Statsjärnvägarna och Åbo stad. Tidigare fanns det många småindustribyggnader i Norrstan, men de flesta revs under slutet av 2000-talet. En ny gångbro, Logomobron, byggdes över bangården från Logomo till Bangårdsgatan år 2021.